# Chinezen in Tanzania
De geschiedenis van de Chinezen in Tanzania begint in 1891, toen vanuit Singapore de eerste Chinezen naar Tanzania kwamen. Meer Chinezen kwamen in de jaren dertig, zestig en zeventig van de 20e eeuw. Een laatste groep, voornamelijk handelaren, kwam in de jaren negentig.

## Aantallen
Er bestaan geen eenduidige gegevens over de aantallen Chinezen in Tanzania. In 2000 verklaarde het Tanzaniaanse Ministerie van Immigratie dat slechts 239 Chinezen in bezit waren van een werkvergunning. Daarmee waren zij een relatief kleine groep buitenlandse werknemers in het land. De  Xinhua News Agency meldde echter dat er in 2008 10.000 Chinezen in Tanzania woonden.
De meeste Chinese Tanzanianen wonen in Dar Es Salaam en Zanzibar. Zij stammen vrijwel allemaal af van de laatste groep immigranten, die in de jaren negentig arriveerde.

## Geschiedenis
De eerste Chinezen kwamen naar Tanzania toen het met het huidige Burundi en Rwanda deel uitmaakte van Duits-Oost-Afrika. De Duitse koloniale machthebbers haalden hun arbeidskrachten voornamelijk uit andere delen van Afrika, maar onder de buitenlandse arbeidskrachten bevond zich ook een klein aantal Chinezen. Zij maakten deel uit van een groep Chinese en Javaanse arbeiders die uit Singapore werden gehaald om op plantages in het Usambara gebergte te werken.
In de jaren dertig van de 20e eeuw ontstond een gemeenschap van overzeese Chinezen op het eiland Zanzibar, dat tegenwoordig deel uitmaakt van Tanzania maar dat toen een deel van het onder Britse protectie staande Sultanaat Zanzibar was. De Chinese mie die zij aten werd een populair bestanddeel van het lokale voedsel, in het bijzonder als onderdeel van de iftar: de maaltijd die gedurende de ramadan door moslims genuttigd wordt direct na zonsondergang.
Kort na Tanzania’s onafhankelijkheid werd overeengekomen dat de Volksrepubliek China zou helpen bij de TAZARA spoorlijn: een spoorlijn die Tanzania met Zambia zou verbinden als alternatief voor een bestaande route door Zuid-Rhodesië (het tegenwoordige Zimbabwe). In ruil voor de hulp zou China koper mogen exporteren uit Tanzaniaanse havens. De eerste duizend Chinese spoorwegarbeiders arriveerden in augustus 1969. Gedurende de vijf jaar daarna zouden er nog twintig tot dertigduizend arbeiders volgen. De meesten keerden terug naar China na voltooiing van hun werkzaamheden, maar een groep onderhoudsexperts bleef tot 2004 in het land. In de jaren zestig en zeventig stuurde China ook voor andere projecten arbeiders en experts naar Tanzania. Zo werkten ruim 200 artsen uit Jiangsu op tweejaarscontracten in Tanzania. Zij legden de basis voor de latere Tanzaniaanse belangstelling voor traditionele Chinese geneeskunde, hoewel zij die traditionele werkwijze zelf niet hanteerden.
Van de oorspronkelijke Chinese immigranten is er vrijwel geen in Tanzania gebleven. In de jaren negentig van de 20e eeuw kwam er echter een nieuwe groep Chinese migranten, die voornamelijk uit handelaren bestond. Zij zochten werk in de bouw, de textiel en de levensmiddelenindustrie. Door de privatisering van de gezondheidszorg konden zij ook klinieken voor traditionele Chinese geneeskunde inrichten. 